# Larsonella pumila
Larsonella pumila és una espècie de peix de la família dels gòbids i de l'ordre dels perciformes.

## Morfologia
- Els mascles poden assolir 1,9 cm de longitud total.
- És de color carabassa.[1][2]

## Hàbitat
És un peix marí, de clima tropical i demersal.

## Distribució geogràfica
Es troba a Austràlia, les Seychelles i Somàlia.

## Observacions
És inofensiu per als humans.